# Josef Mattauch
Josef Mattauch (* 21. November 1895 in Mährisch-Ostrau; † 10. August 1976 in Klosterneuburg) war ein österreichischer Physiker.

## Leben
Josef Mattauch studierte ab 1913 an der TH Wien, diente als Soldat im Ersten Weltkrieg und setzte 1918 sein Studium an der Universität Wien fort, an der er 1920 promoviert wurde. Als Assistent am 3. Physikalischen Institut bestätigte er die Messungen der elektrischen Elementarladung durch Robert Millikan. 1926 war er mit einem Rockefeller-Stipendium bei Millikan in Pasadena, wo er sich schon mit Massenspektrometrie befasste. 1928 habilitierte er sich in Wien, war Dozent am 1. Physikalischen Institut und ab 1935 außerordentlicher Professor. Er wurde Nachfolger von Lise Meitner in der physikalischen Abteilung des Kaiser-Wilhelm-Instituts für Chemie, an dem er seit 1938 war. Das Angebot von Hahn an Mattauch erfolgte auch auf Anraten von Lise Meitner und war die einzige Möglichkeit, einen fortgeschrittenen Massenspektrographen am Institut zu erhalten, dessen großer Vorteil sich schon bei den Rubidium-Strontium Untersuchungen von Hahn und Strassmann gezeigt hatte. 1941 wurde er dort Leiter der radiophysikalischen Abteilung. Nach kriegsbedingtem Umzug des Instituts von Berlin, wo es schwere Bombenschäden erlitt, nach Tailfingen für die Jahre 1944 bis 1949 (ab 1946 als dessen Direktor Nachfolger von Otto Hahn) und dem Neuaufbau des Instituts als Max-Planck-Institut für Chemie in Mainz (ab 1949) ebenfalls als Direktor. Er war zu Auslandsaufenthalten in den USA und war Gastprofessor in Tübingen und in Bern und setzte 1952 seine Präzisionsmessungen von Atommassen fort. 1957 war er einer der Unterzeichner der „Göttinger Erklärung“ von 18 Kernphysikern, die sich gegen die geplante Bewaffnung der Bundeswehr mit Atomwaffen aussprach. Mattauch leitete das Institut bis zur Emeritierung 1965.
Ein Schwerpunkt seiner Arbeit war die Untersuchung der Isotopenhäufigkeit mittels Massenspektrographie. 1934 stellte er die Mattauchsche Isobarenregel auf. Er gehört zu den Pionieren der Massenspektrometrie und präsentierte mit Richard Herzog, den er zum Studium der Ionenoptik von Massenspektrometern anregte, 1934 den Entwurf eines verbesserten (doppeltfokussierenden) Massenspektrometers (Ionenoptik nach Mattauch-Herzog, auch Mattauch-Herzog-Geometrie). Geräte nach diesem Entwurf entstanden in den 1930er Jahren in den USA und 1936 von Mattauch und Herzog. Es ermöglichte Präzisionsmessungen zu den Atommassen und Isotopenhäufigkeiten, wofür er vor allem bekannt war. Auf ihn gehen auch die Anfänge der systematischen Zusammenstellung der Daten (Bindungsenergie, Isotopenhäufigkeit u. a.) der Atomkerne zurück. Mattauch war Mitglied der Internationalen Kommission für Atomgewichte und auch in den 1950er Jahren an der Einführung der internationalen Atomgewichtsskala wesentlich beteiligt (mit Kohlenstoff statt Sauerstoff als Basis).
Die Deutsche Gesellschaft für Massenspektrometrie benannte einen Förderpreis nach ihm und Herzog.
Sein dienstlicher Nachlass befindet sich im Archiv der Max-Planck-Gesellschaft.

## Auszeichnungen
- 1957: Wilhelm-Exner-Medaille
- 1964: Österreichisches Ehrenzeichen für Wissenschaft und Kunst
- 1965: Ehrendoktorat der Technischen Hochschule Wien[6]
- Ehrendoktor der Universität Manitoba
- Korrespondierendes Mitglied der Österreichischen Akademie der Wissenschaften.

## Publikationen
- Kernphysikalische Tabellen, Springer 1942 (mit Einführung in die Kernphysik von Siegfried Flügge)
- Zur Systematik der Isotope. Z. Physik. 91. 1934, 361–371
- Fünfzig Jahre Radioaktivität : von Henri Becquerel bis Otto Hahn, Universitas Moguntina, Mainz: Kupferberg 1948
- mit Arnold Flammersfeld: Isotopenbericht : tabellarische Übersicht der Eigenschaften der Atomkerne, soweit bis Ende 1948 bekannt, Zeitschrift für Naturforschung (Sonderheft), Tübingen 1949